# Temporada 1988 del Campeonato del Mundo de Motociclismo
La temporada de 1988 fue la 40.º edición del Campeonato Mundial de Motociclismo.

## Desarrollo y resultados
La temporada se inició el 25 de marzo en el Circuito de Suzuka, Japón, terminando el 17 de septiembre en Goiânia, Brasil. Se disputaron un total de 15 grandes premios.
El campeonato mundial de 500cc fue ganado por el estadounidense Eddie Lawson (Yamaha), seguido por el australiano Wayne Gardner (Honda) y el estadounidense Wayne Rainey (Yamaha).
Las categorías de 250cc y 125cc fueron ganadas por Sito Pons y Jorge Martínez, respectivamente.

## Calendario
| Ronda | Fecha           | Gran Premio                     | Circuito     | Ganador 80cc      | Ganador 125cc  | Ganador 250cc    | Ganador 500cc  |
| ----- | --------------- | ------------------------------- | ------------ | ----------------- | -------------- | ---------------- | -------------- |
| 1     | 27 de marzo     | Gran Premio de Japón            | Suzuka       | Anton Mang        | Kevin Schwantz |                  |                |
| 2     | 10 de abril     | Gran Premio de Estados Unidos   | Laguna Seca  |                   |                | Jim Filice       | Eddie Lawson   |
| 3     | 24 de abril     | Gran Premio de España           | Jarama       | Stefan Dörflinger | Jorge Martínez | Sito Pons        | Kevin Magee    |
| 4     | 1 de mayo       | Gran Premio Expo 92             | Jerez        | Jorge Martínez    |                | Juan Garriga     | Eddie Lawson   |
| 5     | 15 de mayo      | Gran Premio de las Naciones     | Imola        | Jorge Martínez    | Jorge Martínez | Dominique Sarron | Eddie Lawson   |
| 6     | 29 de Mayo      | Gran Premio de Alemania         | Nürburgring  | Jorge Martínez    | Ezio Gianola   | Luca Cadalora    | Kevin Schwantz |
| 7     | 12 de junio     | Gran Premio de Austria          | Salzburgring |                   | Jorge Martínez | Jacques Cornu    | Eddie Lawson   |
| 8     | 25 de junio     | Gran Premio de los Países Bajos | Assen        | Jorge Martínez    | Jorge Martínez | Juan Garriga     | Wayne Gardner  |
| 9     | 3 de julio      | Gran Premio de Bélgica          | Spa          |                   | Jorge Martínez | Sito Pons        | Wayne Gardner  |
| 10    | 17 de julio     | Gran Premio de Yugoslavia       | Rijeka       | Jorge Martínez    | Jorge Martínez | Sito Pons        | Wayne Gardner  |
| 11    | 24 de julio     | Gran Premio de Francia          | Paul Ricard  |                   | Jorge Martínez | Jacques Cornu    | Eddie Lawson   |
| 12    | 7 de agosto     | Gran Premio de Gran Bretaña     | Donington    |                   | Ezio Gianola   | Luca Cadalora    | Wayne Rainey   |
| 13    | 14 de agosto    | Gran Premio de Suecia           | Anderstorp   |                   | Jorge Martínez | Sito Pons        | Eddie Lawson   |
| 14    | 28 de agosto    | Gran Premio de Checoslovaquia   | Brno         | Jorge Martínez    | Jorge Martínez | Juan Garriga     | Wayne Gardner  |
| 15    | 17 de setiembre | Gran Premio de Brasil           | Goiânia      |                   |                | Dominique Sarron | Eddie Lawson   |